# Davis Divan
Davis Divan – trójkołowy samochód osobowy klasy kompaktowej produkowany pod amerykańską marką Davis w latach 1947–1949.

## Historia i opis modelu

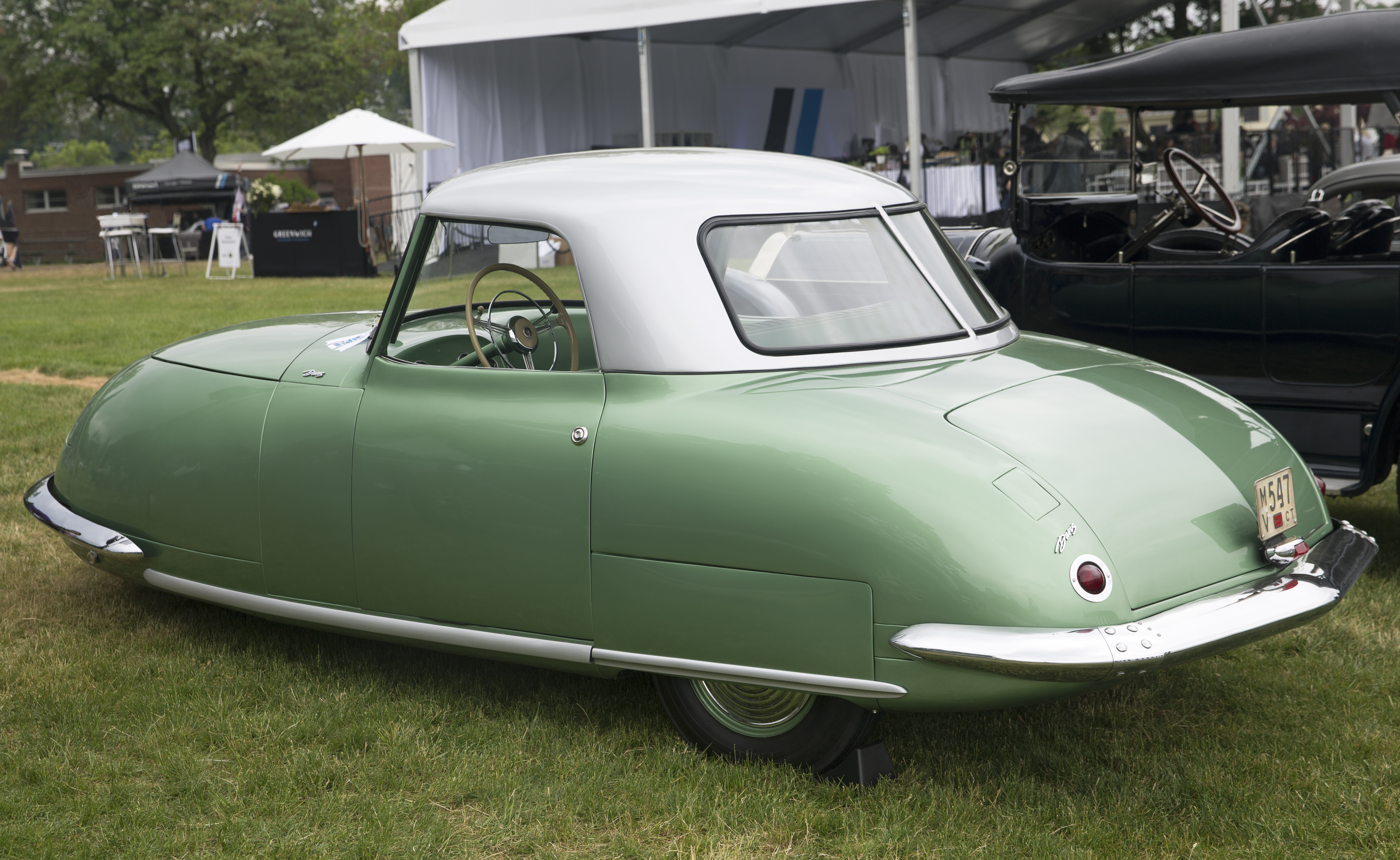
Davis Divan – tył

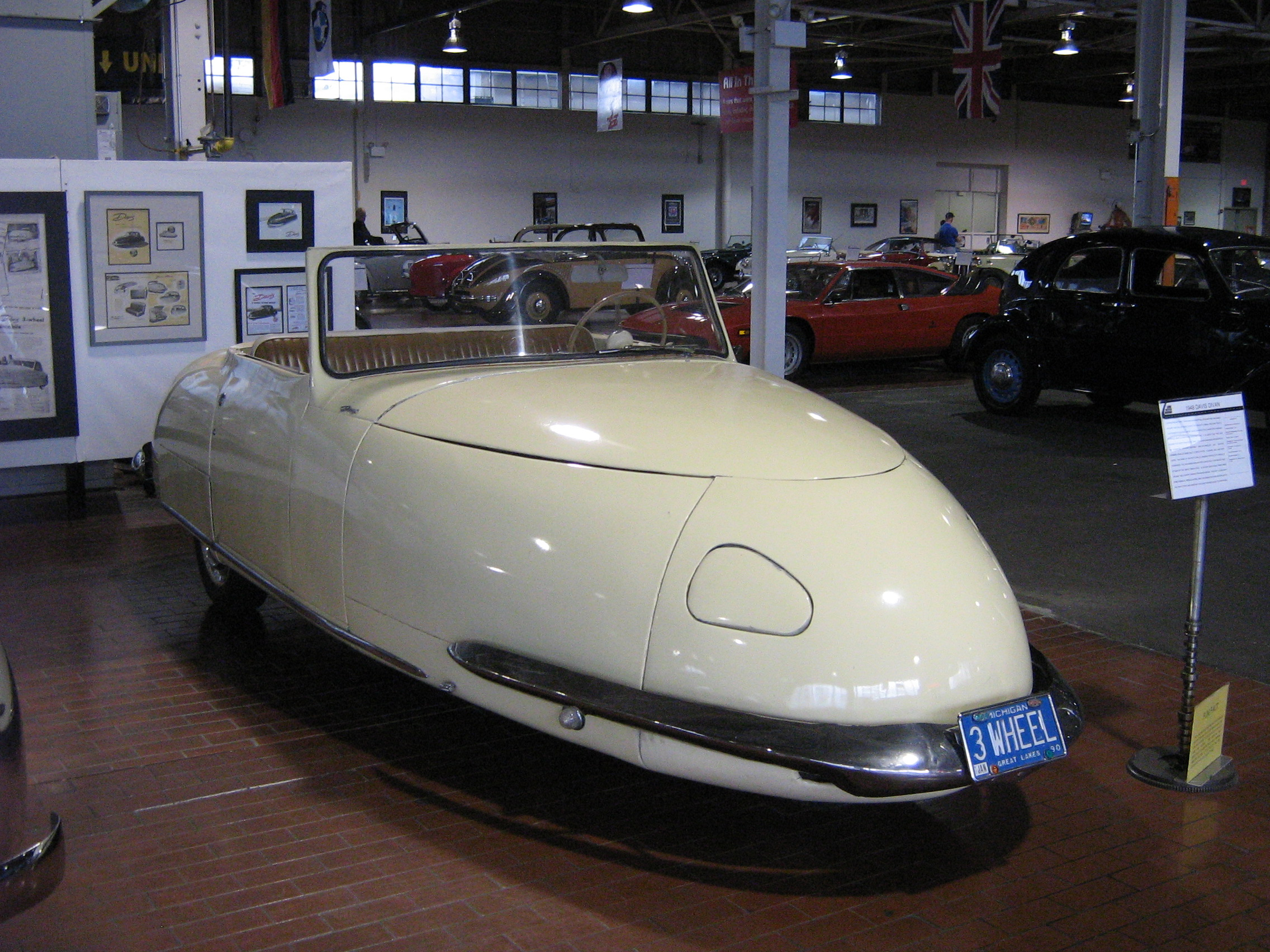
Davis Divan w muzeum

Davis Divan powstał jako rozwinięcie projektu unikatowego projektu amerykańskiego stylisty Franka Kurtisa dla ówczesnego celebryty i miliardera, Joela Thorne’a. Podobnie jak on, samochód przyjął futurystyczną jak na lata 40. XX wieku postać dwuosobowego trójkołowca z nadwoziem kabriolet, którego strzelista sylwetka miała być inspirowana wzornictwem lotniczym.
Samochód oparto na stalowej ramie, z kolei nadwozie utworzyło 11 aluminiowych paneli, a charakterystycznym zewnętrznym detalem były chowane reflektory. Otwartą przestrzeń nad pasażerami można było zakryć sztywnym, ręcznie nakładanym komponentem pełniącym funkcję dachu.
Do napędu produkcyjnego Divana wykorzystano benzynowy, czterocylindrowy silnik o pojemności 2,6 litra i mocy 63 KM. Dostarczona przez firmę Continental jednostka współpracowała z 3-biegową manualną przekładnią firmy Borg-Warner.

### Sprzedaż
Masowe wytwarzanie Davisa Divana w dawnych zakładach lotniczych w kalifornijskim Van Nuys miała docelowo rozpocząć się w 1948 roku, z roczną wielkością produkcji mającą osiągnąc w ciągu kolejnego roku ok. 40 tysięcy egzemplarzy. Obficie promowana inicjatywa charyzmatycznego Gary’ego Davisa, którą odnotowała m.in. prasa, wzbudziła duże zainteresowanie potencjalnych klientów i franczyzobiorców chcących sprzedawać trójkołowce w punktach dealerskich. Choć wpłacili oni ok. 2,5 miliona dolarów, Davis nie zrealizował swoich obietnic, a w 1949 roku jego firma została zamknięta w związku z oskarżeniem przedsiębiorcy o oszustwo. W rezultacie, Divan nigdy nie trafił do seryjnej produkcji, a łącznie zbudowano jedynie 12 egzemplarzy.

### Silnik
- R4 2.6l Continental 63 KM